# Гупта, Субодх
Субодх Гупта (англ. Subodh Gupta; род. 1964, живёт и работает в Индии) — один из самых известных современных индийских художников, скульптор, создает объекты и инсталляции.

## Образование
- 1983-88 B.F.A. Painting, College of Arts & Crafts, Patna

## Творчество
Визитной карточкой Субодха Гупты стали скульптуры и инсталляции из металлической кухонной утвари. Spill (2007), например, множество маленьких чайников, которые вываливаются из большого сияющего ведра. Заявивший о себе на аукционах относительно недавно, темпом роста известности и цен Субодх Гупта сравним с Дэмиеном Херстом. Выставлялся на Венецианской Биеннале, Лондонской Frieze. Его работа Across Seven Seas, конвейер аэропорта из алюминия с тридцатью металлическими чемоданами была продана за £550,000 коллекционеру из Германии на ярмарке в Базеле. Возможно, самый известный поклонник Гупты — Франсуа Пино, французский миллиардер, влиятельный коллекционер, владелец аукционного дома Christie’s, который купил череп из кухонной утвари, работу «A Very Hungry God».

## Персональные выставки
- 2009 Hauser and Wirth, Лондон
- 2008 Still, steal, steel в Jack Shainman Gallery, Нью-Йорк
- 2006 «Голодные боги», Arario Gallery, Beijing (Cat.)
- 2005 Jack Shainman Gallery, Нью-Йорк
- 2004 Я иду домой каждый день, The Showroom gallery, Лондон
- 2003 «Новая живопись и скульптура», Галерея Nature Morte в Нью-Дели
- 2000 Recent works, Nature Morte at Lokayata, New Delhi.
- 1999 Последние работы, Gallery FIA, Амстердам
- 1999 Дорога домой, Gallery Chemould, Мумбаи
- 1997 Bose Pacia Modern, Нью-Йорк
- 1996 ‘Grey Zones’, Jehangir Art Gallery, Мумбаи
- 1995 ‘Grey Zones’, Academy of Fine Arts and Literature, Нью-Дели
- 1993 Последняя живопись, Gallery Escape, Нью-Дели
- 1990 Jehangir Art Gallery, Мумбаи
- 1990 Chitrakoot Art Gallery, Calcutta. Belidh Club, Jamshedpur, Tata Steel.
- 1989 Recent Paintings, Shridhani Art Gallery, Нью-Дели.
- 1986 Recent Paintings, Gandhi Sangharalya, Patna

- Gandhi's Three Monkeys
- What does the vessel contain, that the river does not

## Награды и гранты
- 1997 UNESCO-ASHBERG Bursaries for Artists, at Gasworks Studio, London.
- 1997 Emerging Artist Award, BosePacia Modern, New York.
- 1996 All India Painting Exhibition, 1st Prize by M.F. Husain at Vadehra Art Gallery, New Delhi.
- 1990-1 Research Grant Scholarship, Lalit Kala Academy, New Delhi.
- 1987-8 Students grant scholarship, Govt. of Bihar, Patna.
- 1989 All India Festival, Dhanbad, Bihar.
- 1987 State Level Art Exhibition of Bihar.
- 1986 All India Youth Festival, Madras